# Sigmar Vilhjálmsson
Sigmar (Simmi) Vilhjálmsson (Egilsstaðir, 3 januari 1977) is een IJslandse televisiepresentator. Hij is de zoon van Vilhjálmur Einarsson, winnaar van een zilveren medaille op de Olympische Spelen van 1956 met het hink-stap-springen.
Simmi is een van de twee presentatoren van het programma Idol Stjörnuleit op de zender Stöð 2 in IJsland. Op jonge leeftijd begon hij een ochtendprogramma op de radio dat al snel zeer populair werd en zo rolde hij in het televisiewerk waar hij debuteerde met een 70-minuten durende show die gebaseerd was op zijn radioprogramma. 